# Günther Pape
Günther Pape (Düsseldorf, 14 de julho de 1907 — Düsseldorf, 21 de janeiro de 1986) foi um general alemão durante a Segunda Guerra Mundial.

## Biografia
Iniciou a sua carreira militar como oficial cadete em 1927 servindo na cavalaria. Promovido para Leutnant em 1932, se tornou um Oberleutnant e ajudante da Batalhões no Kradschtz. Btl. 3 (3ª Divisão Panzer) no ano seguinte.
No início da Segunda Guerra Mundial, obteve a patente de Hauptmann e comandou uma companhia do Kradschtz. Btl. 3. Promovido para Major em 1941, estando o comandante oficial do l./Schtz.Rgt. 394 e após Pz.Aufkl. 3. Foi promovido para Obersleutnant em 1942, e obteve a patente de Oberst em 1 de Março de 1943 e foi posto no comando do Schtz.Rgt. 394.
Após ser gravemente ferido mais tarde em 1943, se tornou instrutor dos Regiments-Führer na escola de tropas panzer (Agosto de 1944). Promovido para Generalmajor em 1 de Dezembro de 1944 com a idade de 37, ele comandou a Pz.Div."Feldherrnhalle" (mais tarde Feldherrnhalle 1) a partir de Setembro de 1944.
Foi capturado pelos Americanos, sendo libertado em 1947. Em 1956, retornou para o serviço ativo na Bundeswehr onde serviu com a patente de Brigadegeneral. Faleceu em Dusseldorf em 21 de Janeirode 1986.

## Condecorações
Foi condecorado com a Cruz de Cavaleiro da Cruz de Ferro (10 de Fevereiro de 1942), com Folhas de Carvalho (15 de Setembro de 1943, n° 301) e a Cruz Germânica em Ouro (23 de Janeiro de 1942).